# 러시아의 언어 목록
다음은 러시아의 언어 목록이다.

## 인도유럽어족
러시아의 인도유럽어족은 슬라브어족, 게르만어족, 아르메니아어족, 헬라어족, 이란어족, 인도유럽어족, 로망스어족, 발트어족과 알바니아어족으로 나뉘어 있다. 러시아어는 러시아인 외에도 러시아 전역에서 사용되는 공용어이며 국제어의 하나이다.
- 슬라브어파
  - 벨라루스어 316,890
  - 우크라이나어 1,815,210
  - 러시아어 142,573,285
  - 불가리아어 30,894
  - 세르보크로아티아어 9,674
  - 슬로바키아어 2,169
  - 체코어 13,242
  - 폴란드어 94,038
  - 교회슬라브어 †
- 알바니아어 3,220
- 아르메니아어 904,892
  - 동아르메니아어 ~665,000
  - 서아르메니아어 ~240,000
- 발트어파
  - 라트비아어 34,759
  - 리투아니아어 49,020
- 게르만어파
  - 스웨덴어 266
  - 네덜란드어 301
  - 영어 1,191
  - 이디시어 29,998
  - 독일어 249,635
  - 저지독일어 집계되지 않음
- 그리스어 56,473
- 인도이란어파
  - 오세트어 493,610
  - 슈그니어 52
  - 루샨어 441
  - 파슈토어 8,580
  - 탈리시어 5,310
  - 페르시아어 9,568
  - 타지크어 131,530
  - 타트어 ~25,000
  - 쿠르드어 (쿠르만지어) 36,609
  - 발루치어 345
  - 벵골어 696
  - 힌디어 5,853
  - 집시어 166,514
- 로망스어군
  - 루마니아어 22,663
    - 몰도바어 147,035

  - 포르투갈어 78
  - 프랑스어 737
  - 이탈리아어 776
  - 스페인어 1,150

## 압하스아디게이어족
- 압하스어 20,000
- 아바진어 38,247
- 아디게어 129,419
- 카바르디노체르케스어 587,547
- 우비흐어 †

## 나흐다게스탄어족
- 아바르안디어파
  - 아바르어 ~744,000
  - 안디어족
    - 아흐바흐어 ~7,000
    - 카라틴어 ~7,000
    - 고도베리어 ~3,000
    - 보틀리흐어 ~7,000
    - 안디어 ~25,000
    - 바그발린어 ~7,000
    - 틴딘어 ~7,000
    - 차말린어 ~10,000

  - 체즈어족
    - 기누흐어 548
    - 훈지브어 1,839
    - 흐바르신어 ~6,000
    - 베슈틴어 ~9,000
    - 체즈어 15,356
- 다르긴어족 503,523
  - 무긴어 ~6,571
  - 카다르어 ~18,963
  - 가그시민부트린어 ~27,083
  - 추다하르어 ~39,225
  - 우라힌어 ~73,420
  - 무이린어 ~79,938
  - 뮤레고구브덴어 ~81,814
  - 아쿠신어 ~95,795
  - 메게브어 ~1,300
  - 쿤킨어 ~1,200
  - 아무흐후두츠키어 ~1,600
  - 이차린어 ~1,800
  - 시르힌어 ~20,497
  - 치라크어 ~1,280
  - 니즈네카이타크어 ~17,459
  - 베르흐네카이타크어 ~26,189
  - 아슈틴어 ~2,300
  - 쿠바친어 ~7,089
- 라크어 153,373
- 레즈긴어족
  - 아르친어 ~1,100
  - 아굴어 29,399
  - 타바사란어 128,391
  - 레즈긴어 397,310
  - 차후르어 9,771
  - 루툴어 29,383
  - 우디어 2,960
- 나흐어족
  - 인구시어 405,343
  - 체첸어 1,331,844

## 카르트벨로어족
- 조지아어 286 28,
- 밍그렐어 2,590
- 라즈어 62
- 스반어 153

## 우랄어족
핀우그리아어파는 핀란드 접경지대와 중부 볼가지역에서 우랄지역에 걸쳐 분산되는 종족들에서 찾아볼 수 있다.
- 핀우그리아어족
  - 보트어 ~20
  - 이조르어 362
  - 벱스어 5 753
  - 에스토니아어 26 645
  - 핀란드어 51 891
  - 카렐리야어 52 880
  - 평지마리어 36 822
  - 동부마리어 451 033
  - 마리어족 793
  - 사미어 787
    - 테르사미어 ~6
    - 콜타사미어 ~28
    - 콜라사미어 ~750

  - 에르자어 ~200 000
  - 모크샤어 ~415 000
  - 모르도바어 614 192
  - 코미페르먀크어 94 328
  - 코미지리안어 217,316
  - 우드무르트어 463,837
  - 만시어 2,746
  - 한티어 13,568
  - 헝가리어 9,712
- 사모예드어족
  - 유라츠어 †
  - 에네츠어 119
  - 응가나산어 505
  - 네네츠어 31,311
  - 카마신어 †
  - 셀쿠프어 1,641

## 알타이어족
튀르크어족은 레나강 유역, 사얀 산맥, 알타이 산맥에 사는 부족들이 사용한다.
- 퉁구스어족
  - 네기달어 147
  - 예벤어 7,168
  - 예벤키어 7,584
  - 오로크어 64
  - 우데게이어 ~80
  - 오로치어 ~160
  - 울치어 732
  - 나나이어 3,886
- 몽골어족
  - 몽골어 11,498
  - 칼미크어 153,602
  - 부랴트어 368,807
- 투르크어족
  - 추바시어 1,325,382
  - 위구르어 1,932
  - 우즈베크어 238,831
  - 토팔라르어 378
  - 돌간어 4,865
  - 투바어 242,754
  - 야쿠트어 456,288
  - 출림어 270
  - 쇼르어 6,210
  - 하카스어 52,217
    - 북부알타이어 ~10,000
    - 남부알타이어 ~55,500

  - 크림차크어 29
  - 가가우스어 7,597
  - 투르크멘어 38,533
  - 튀르키예어 161,319
  - 아제르바이잔어 669,757
  - 카라임어 88
  - 카라칼파크어 1,561
  - 카자흐어 563,749
  - 노가이어 ~107,400
  - 바시키르어 1,379,727
  - 크림타타르어 ~19,000
  - 카라차이발카르어 302,748
  - 쿠미크어 458,121
  - 키르기스어 46,319
  - 타타르어 5 347,706
  - 시베리아타타르어 ~??
- 일본어 752
- 한국어 60,088
- 아이누어 †

## 예니세이어족
- 케트어 485
- 유그어 2 (또는 †)
- 아린어 †
- 품포콜어 †
- 코트어 †

## 유카기르어족
- 북부유카기르어 ~150
- 남부유카기르어 ~50
- 오모크어 †
- 추반어 †

## 축치캄차카어족
- 축치코랴크어족
  - 축치어 7,742
  - 케레크어 †
  - 알류토르어 ~2,000
  - 코랴크어 3,019
- 이텔멘어족
  - 이텔멘어 ~50
  - 동부이텔멘어 †
  - 남부이텔멘어 †

## 이누이트알류트어족
- 에스키모알류트어족
  - 알류트어 5
  - 메드놉스코알류트어 5
- 에스키모어족
  - 나우칸어 ~106
  - 유이트어 ~304
  - 알래스카이누이트어 †
  - 시레니크어 †

## 고립어
- 니브흐어 688

## 셈어족
- 아람어 7,762
- 아랍어 8,216
- 히브리어 집계되지 않음

## 중국티베트어족
- 둥간어 1,088
- 중국어 59,235

## 오스트로아시아어족
- 베트남어 26,197

## 같이 보기
- 러시아의 공용어 목록